# Cephalodella biungulata
Cephalodella biungulata är en hjuldjursart som beskrevs av Wulfert 1937. Cephalodella biungulata ingår i släktet Cephalodella och familjen Notommatidae. Inga underarter finns listade i Catalogue of Life.